# Лисича акула
Лисичата акула (Alopias vulpinus; на латински: vulpes – лисица) е най-големият вид акули от род Alopias, семейство Alopiidae.
Лисичата акула достига на дължина около 6 m, като половината от това се дължи на издължената горна част на опашния плавник. Притежава издължено тяло, както и къса, заострена муцуна. Лисичата акула е широко разпространена в тропическите и умерени води, но предпочита ниски температури. Може да се забележи близо до брега или в открития океан на дълбочини до около 550 m. Предприема сезонна миграция, като прекарва лятото в по-ниски географски ширини.
Лисичата акула използва дългата си опашка за нанасянето на удари върху своята плячка. Храни се основно с малки стадни риби, като херинга и аншоа. Този вид акула е сравнително бърз и енергичен плувец. Тя е ендотермично животно, способно да поддържа телесна температура по-висока от тази на околната среда. Лисичата акула е аплацентарно яйцеживородно животно, като малките са хранят с неоплодени яйца в утробата на майката (оофагия). Женските дават живот типично на четири малки, които се развиват вътреутробно за около девет месеца.
Въпреки големия си размер, лисичата акула не е опасна за хората поради сравнително дребните си зъби и плахото си поведение. Тя е обект на промишлен риболов заради месото, перките, кожата и чернодробното рибено масло. Голям брой лисичи акули се ловят с въдици като част от спортен риболов, но също така и при промишлен риболов с мрежи. Лисичата акула има бавен репродуктивен цикъл, което я прави неспособна да възстановява бързо естествените популации подложени на усилен риболов. Това е довело например до колапс на популацията на лисича акула край Калифорния през 80-те години на 20 век. С нарастването на промишления риболов в световен мащаб, Международният съюз за защита на природата класифицира вида като световно уязвим.

## Физически характеристики
На дължина лисичата акула достигат до около 6,1 – 6,5 m , като около половината от дължината ѝ се състои от продълговатия горен лоб на своята опашната перка. Има къса заострена муцуна, малка уста, средно големи очи (липсват мигателни мембрани), и често се бърка с Alopias pelagicus. Притежава от 32 до 53 горни и от 25 до 50 долни редови зъби. Зъбите са малки, триъгълни, с гладки ръбове. Също така има пет чифта хрилни отвори .
Дългите и сърповидни гръдни перки завършват със силно заострени върхове. Първата гръбна перка е средно дълга и е разположена малко по-близо до гръдните отколкото до коремните перки. Коремните перки са почти толкова дълги, колкото и първата гръдна перка и завършват с характерни външни репродуктивни органи. Втората гръдна и аналните перки са сравнително малки . Върховете на гръдните перки може да бъдат бели.
Най-тежкият регистриран екземпляр е женска лисича акула с дължина 4,8 m и тегло 510 кг.

## Разпространение и местообитание
Видът е разпространен по целия свят в тропически и умерени води, макар че предпочита по-хладни температури. В западните части на Атлантическия океан лисичата акула е разпространена от Нюфаундленд до Мексиканския залив, въпреки че е сравнително рядка южно от Нова Англия, както и около Венецуела и Аржентина. В източната част на Атлантическия океан може да се срещне от Северно море и британските острови до Гана, като това включва Мадейра, Азорските острови, Средиземноморието и дори Черно море. Може да се забележи и в крайбрежните води на Ангола и Република Южна Африка. В Индийския и Тихи океан, лисичата акула е разпространена от Танзания до Индия, от Малдивите, Япония, Корея до югоизточен Китай, Суматра, източна Австралия и Нова Зеландия. Срещана е и около тихоокеанските острови Нова Каледония, Дружествените острови, Табуаеран и Хаваи. В източните части на тихия океан е забелязвана от Британска Колумбия до Чили, включително и в Калифорнийския залив .
Лисичата акула е наблюдавана в близост до брега и в открития океан, от повърхността до дълбочина от 550 m (1800 фута).

## Хранене
Лисичата акула се храни главно с малки рибки, като херинга, лефер, скумрия. Тя е бърз и силен плувец, за който е известно, че може да скача над водата.

## Размножаване
Подобно на повечето акули, лисичата акула е живородна. След период на бременност от девет месеца, женските раждат от две до четири (по-рядко шест) малки наведнъж. Новородените са на дължина от 114 – 160 cm и тежат по 5 – 6 кг, в зависимост от размера на майката. Малките растат с около 50 cm на година, а възрастните – с около 10 cm на година.
Максималната им продължителност на живота е около 45 – 50 години.